# Don't Ever Cry
„Don't Ever Cry” (hrv. Nemoj nikad plakati) je prva pjesma koja je samostalnu Hrvatsku predstavljala na izboru za pjesmu Eurovizije, 1993. u Irskoj, u izvedbi skupine Put. Pjesmu je skladao Đorđe Novković.
Nakon pobjede na „Croviziji” (budućoj Dori) u Opatiji (ispred Maje Blagdan s pjesmom „Jedini moj”), skupina je morala proći prednatjecanje, jedino ikad održano, koje je Europska radiodifuzijska unija uvela za bivše komunističke države koje su željele pristupiti Uniji. Prednatjecanje je održano 3. travnja 1993. u Ljubljani, a uz Hrvatsku, sudjelovali su i Bosna i Hercegovina, Slovenija, Estonija, Slovačka, Rumunjska i Mađarska. Hrvatska je, zajedno s predstavnicima Slovenije i BiH, izborila nastup na Eurosongu u Irskoj.
U konačnici, Put je zauzeo 15. mjesto, osvojivši 31 bod i tim plasmanom omogućili sljedećem hrvatskom predstavniku odlazak na Eurosong bez prednatjecanja.

## Vanjske poveznice
- Don't Ever Cry na YouTubeu